# محطة عمل

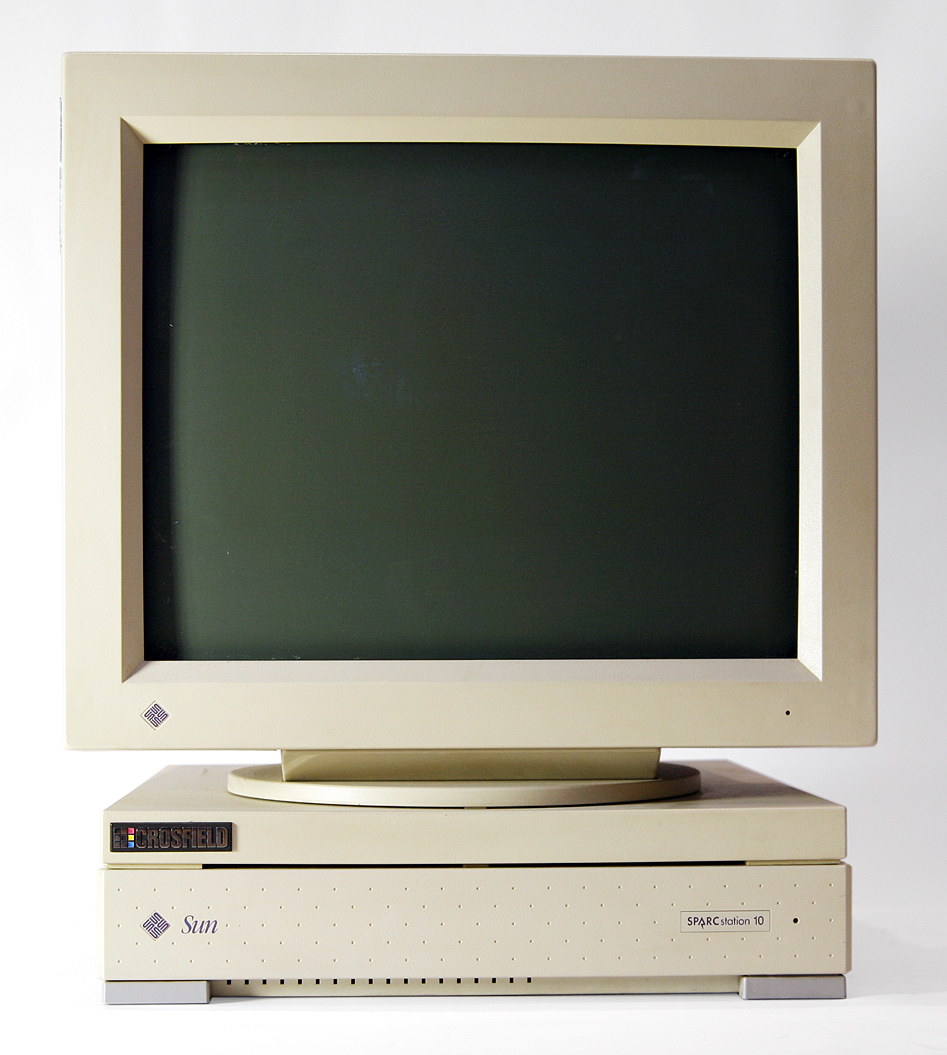
إحدى الحواسيب التي تعمل لمحطة الأعمال

حاسوب محطة عمل (بالإنجليزية: Workstation)‏ هو حاسوب متطور ذو مواصفات عالية ومصمم للتحمل والعمل لمدة كبيرة وللتطبيقات التقنية أو العلمية. وهو أحد أنواع الحواسيب يهدف أساسا لاستخدامه من قبل شخص واحد في وقت واحد، ويمكن توصيله عادة بشبكة حاسبات آلية (شبكة محلية) ويعمل عليها أنظمة تشغيل متعددة المستخدمين.
ويمكن أيضا ان يطلق كاسم على الحاسوب المركزي Mainframe وهو يتحكم في العديد من نظم التشغيل.

## أنظر أبضاً
- حاسوب فائق شخصي